# 本巴语
本巴语（ChiBemba，也被称作Cibemba、Ichibemba、Icibemba和Chiwemba），是一个主要在赞比亚东北部的使用的班图语，是本巴人和约18个相关族群的通用语，包括Mpika和Bangweulu湖的Bisa人，还有一小部分居住在民主刚果的加丹加省、坦桑尼亚和博茨瓦纳。包括其所有的方言，本巴语是赞比亚原住民使用人数最多的语言。 Lamba语与本巴语关系非常近，一些人认为它是本巴语的一个方言。

## 发音与拼写
拼写系统通常使用最初由爱德华·斯蒂尔介绍的拼读系统。它的字母与其近似的音标值，在下面列出:
| 字母: | A | B       | Ch/C  | D | E | F   | G | I | J     | K | L | M | N | Ng' | O | P | S | Sh | T | U | V   | W | Y |
| 音值: | a | b/ɓ~w/β | tʃ/tj | d | e | f~v | ɡ | i | dʒ/dj | k | l | m | n | ŋʰ  | ɔ | p | s | ʃ  | t | u | f~v | w | j |

现在越来越多的 common使用“c”替代“ch”。同其它班图语言，在增加了词缀时，元音组合可能被压缩、辅音也可能变化。例如，“aa”变化成长“a”，“ae”和“ai”变成“e”，“ao”和“au”变成“o”（在其它情况下，“y”常用于分开元音的组合）。鼻音“n”，在“b”和“p”之前变为“m”，在“k”和“g”前其发音为ŋ；在“n”的后面，“l”变为“d”。这些规则都将是隐含在下面给出的表中。
与班图语言一样，本巴语是个声调语言，其包含两个声调。然而，在很多单词中声调对含义的影响有限，能产生混淆的情况很少。当重音落在前缀上时，可能会导致含义的细微差别（参见下面的动词形式）。

## 语法
本巴语语法的许多主要特点是相当典型的班图语：它是黏着语，主要依靠前缀和有数个名词类别的系统，丰富的口头体和时态, 很少有实际的形容词；使用“主语-动词-宾语”的词序。这里的大多数分类是由Schoeffer，Sheane和Cornwallis给出的。

### 名词
本巴语名词被分成几个语义类别。这些类别由它们的前缀来表示，通常是相似的但并不总是相同，“一致性前缀”附加于它们的动词、描述它们形容词及表述它们的代词前。作为一个约定，基于复数基础上，这些类别整理如下（很多备用形式是由于语音方面考虑）：
| 类别 | 单数前缀           | 一致性前缀（单数）                    | 复数前缀          | 一致性前缀（复数）       | 备注                                  |
| ---- | ------------------ | ------------------------------------- | ----------------- | ------------------------ | ------------------------------------- |
| 1    | mu-, mw-, m-       | a （动词）、mu（形容词）,、u/w (代词) | ba-               | ba-                      | 人和很多无生命名词                    |
| 2    | mu-                | u- （有时形容词用 mu-）               | mi-               | i- （有时形容词用 mi-）  | 通常是无生命的名词和多数树和果实      |
| 3    | n-, lu-            | i （有时候形容词用 n-）、lu-          | n-                | shi-                     | 通常是非人名称                        |
| 4    | chi-/ch- (ichi-)   | chi-/ch-                              | fi-/fy-/f- (ifi-) | fi-/fy-/f-               | 指大、分类、语言                      |
| 5    | li-, ku-, bu-, lu- | 与名词前缀相同                        | ma-               | ya- （有时形容词用 ma-） | 复数可以使用类别3来强调大数量或大尺寸 |
| 6    | ka-                | ka                                    | tu-               | tu-                      |                                       |
| 7    | bu-                | bu-                                   | 无                | 无                       | 抽象名词                              |
| 8    | ku-                | ku-                                   | 无                | 无                       | 动词不定式                            |
| 9    | ku-, mu-, pa-      | 与名词前缀相同                        |                   |                          | 不严格的名词类别（见下）              |

类别9的前缀根据指示不同的位置而变化：“ku-”对应英语中的“to”或“from”，“mu-”对应英语中的“in”、“into”或“out of”、“pa-”对应英语中的“at”。

### 数词
数字1至10为：
| 英语：   | 1  | 2    | 3    | 4  | 5    | 6       | 7            | 8                 | 9      | 10    |
| 本巴语： | mo | bili | tatu | ne | sano | mutanda | chine lubali | chine konse konse | pabula | ikumi |

- 数字1-5, 按照形容词一致性做前缀变化（类别1单数：muntu umo “一个人”）。
- 数字6-10不变化，但是10 “ikumi”在复数的时候为“makumi”，它可以像一个名词一样带着“na”（与）去表示数字直至99，例如： makumi yatatu na pabula “39”。
- 100 “mwanda”，其复数形式为“myanda”。

### 代词
与类别无关的人称代词有：“ine”（第一人称单数）、 “iwe”（第二人称单数）、“ifwe”（第一人称复数）、“imwe”（第二人称复数）。这些代词只在独立句子中，并不在主语或宾语中出现。有独立的物主代词，第三人称代词则取决于他们的类别。也有指示代词，根据不同的指示位置分为三类（这个、那个、那边的那个）及从它们形成的相对代词。

### 动词
动词有简单的形式，通常以 '-a' 结尾（在“a”之前的所有被称为“词干”、“词根”），其黏着的词缀依赖主语和宾语的人、数量与类别，时态、语气、语态、体貌以及句子肯定或否定。下面的规则可以全部以直接的方式结合，本巴语是黏着语而非曲折语，但是仍有一些例外。

#### 主语和宾语前缀
为人称代词的主语前缀和宾语中缀如下表所列。这些可能因语气不同而略微变化，主语前缀变化可否定动词。它们有时会不一样，宾语前缀使用括号中的。
| 人称   | 第一人称单数 | 第二人称单数 | 第三人称单数 | 第一人称复数 | 第二人称复数 | 第三人称复数 |
| 肯定句 | n-           | u- (ku-)     | a- (mu-)     | tu-          | mu-          | ba-          |
| 否定句 | nshi-, shi-  | tau-         | taa-, ta-    | tatu-        | tamu-        | taba-        |

首先放置主语前缀，然后是宾语中缀。当主语或宾语是一个给定类别的特殊的名词时，这个类别的动词一致性前缀也要被使用；否定式还要在前面加上“ta-”前缀。

## 简单词汇与对话
- ee - 是
- awe - 不
- ulishani - 你好（非正式的）
- Mulishani - 你好（正式的）
- shalenipo - 再见
- Ishina lyandi ni... - 我的名字是...
- umuntu - 人（单数）
- umunandi - 朋友（单数）
- umwana - 孩子（单数）
- chiBemba - 本巴语
- na - 和、与
- nga - 好像
- suma (形容词) - 好
- onse (形容词) - 所有
- uluchelo (形容词) - 早上
- Natotela - 谢谢
- Sana - 非常
- Natotela sana - 非常感谢

## 示例文字
Abantu bonse bafyalwa abalubuka nokulingana mu mucinshi nensambu. Balikwata amano nokutontonkanya, eico bafwile ukulacita ifintu ku banabo mu mutima wa bwananyina.
人人生而自由，在尊严和权利上一律平等。他们赋有理性和良心，并应以兄弟关系的精神相对待。（《世界人权宣言》第一条）

## 引用
1. ↑  本巴语于《民族语》的链接（第17版，2013年）
2. ↑  Hammarström, Harald; Forkel, Robert; Haspelmath, Martin; Bank, Sebastian (编). . . Jena: Max Planck Institute for the Science of Human History. 2016.
3. ↑  Jouni Filip Maho, 2009. New Updated Guthrie List Online
4. ↑  Lewis, M. Paul (ed.), 2009. Ethnologue: Languages of the World, Sixteenth edition. Dallas, Tex.: SIL International. Online version: http://www.ethnologue.com/ （页面存档备份，存于）
5. ↑  Schoeffer, West Sheane, J.H.; Madan, Arthur Cornwallis (1907). "A Grammar of the Bemba Language as Spoken in North-east Rhodesia". Clarendon Press, Oxford.